# 罗伯特·莫里斯 (藝術家)
罗伯特·莫里斯（Robert Morris，1931年2月9日—2018年11月28日）是美国一位雕塑家、概念艺术家和作家。他也是一位極簡主義理论家 ，他生前涉足行为艺术、大地艺术、过程艺术和装置艺术等領域。 莫里斯生前在纽约生活和工作。 1984年，他与露西尔·米歇尔斯 (Lucile Michels) 结婚。 2018年11月28日，莫里斯因肺炎在金斯頓去世，享年87岁。